# ヘッジレイ・ムーアの戦い
ヘッジレイ・ムーアの戦い（Battle of Hedgeley Moor）は、薔薇戦争中の1464年4月25日に行われた戦闘。
1464年4月の中旬、ウォリック伯の弟のヨーク派のモンターギュ卿ジョン・ネヴィルはニューカースルでのスコットランドの外交使節との会合に出席するために北進していた。彼の人気によって、進軍の最中も支持者が続々と彼の旗の下に集まり、彼がニューカッスルを去った時には、彼の兵は5～6千人に達していた。
モンターギュ卿はノーサンバランドのヘッジレイ・ムーア（Hedgeley Moor）で反逆軍（主力はエドワード4世に許された旧ランカスター派）に遭遇した。ランカスター派はサマセット公が指揮し、その配下にはラルフ・パーシ卿、ルーシュ卿、ハンガーフォード卿とアニック男爵ラルフ・グレイがいた。ランカスター派の兵力は5千強であったが、士気はヨーク派陣営ほど高くなかった。
戦闘は、両陣営の弓兵による弓矢の射合いから始まった。モンターギュ卿は原野の中を1,400mほど進んだが、ルーシュ卿とハンガーフォード卿配下のランカスター派左翼（およそ2,000人の兵）がたじろいで戦線が崩壊、兵も四散してしまったため、隊列を止めて再度整えるだけだった。
ヨーク派がランカスター派の戦線と衝突した時、ランカスター派全軍が後退してしまった。兵数の差に押されて、残っているランカスター派の兵（既に残っているのは少数だったが）全軍が戦場から撤退し始めた。ラルフ・パーシ卿は彼の家臣と共に留まって、勇敢な最後の抵抗を行ったが、他の将兵を含む全軍に逃走されてしまい、間もなく殺された。